# 旺镇
旺镇（德語：Wang，發音：[vaŋ]）是德国巴伐利亚州上巴伐利亚行政区弗赖辛县的市镇，面积31.18平方千米，2023年12月31日人口为2,551人。